# Catherine Fox
Pour les articles homonymes, voir Fox.
Catherine Mai-Lan Fox, née le 15 décembre 1977 à Roeland Park, est une nageuse américaine.

## Biographie
Aux Jeux olympiques d'été de 1996 à Atlanta, Catherine Fox participe à deux épreuves :
- elle est sacrée championne olympique du relais 4×100 mètres nage libre ;
- elle participe aux séries du relais 4×100 mètres quatre nages, mais ne fait pas du relais final remporté par les Américaines.